# 72819 Brunet
72819 Brunet este o planetă minoră (asteroid), cu un diametru de 7,454 km, din centura de asteroizi. A fost descoperită pe 18 aprilie 2001 la Saint-Véran de observatoire de Saint-Véran⁠(d). 
Obiectul prezintă o orbită caracterizată de o semiaxă mare de 3,1672058197366 UAi, o excentricitate de 0,06, o înclinație de 9,3 ° în raport cu ecliptica.